# Gleirschtal (Stubaier Alpen)
Das Gleirschtal ist ein rund 8 km langes Seitental des Sellraintals in den Stubaier Alpen in Tirol.

Oberes Gleierschtal (1932)

Das Gleirschtal zweigt bei St. Sigmund im Sellrain (1513 m ü. A.) nach Süden ab. 
Im Osten trennt ein Kamm, der vom Freihut (2625 m) über Sömen (2516 m), Lampsenspitze (2876 m), Zischgeles (3004 m), und Schöntalspitze (3003 m) zum Gleirscher Fernerkogel (3189 m) reicht, das Gleirschtal vom Lüsenstal. Im Westen führt ein Kamm vom Mutenkogel (2420 m) über Haldenspitze (2975 m), Rotgrubenspitze (3042 m), Zwieselbacher (3061 m), Vordere (3156 m) und Hintere Sonnenwand (3106 m) zum Gleirscher Fernerkogel und begrenzt das Tal zum vom Sellrain abzweigenden Kraspestal bzw. dem Zwieselbachtal als Verlängerung des Horlachtales. Über das Gleirschjöchl (2751 m) besteht ein Übergang ins Zwieselbachtal.
Das Tal wird vom Gleirschbach durchflossen, der dem Gleirscher Ferner im Talschluss entspringt und in St. Sigmund in den Zirmbach mündet. 
Das Gleirschtal ist nicht besiedelt, an Gebäuden finden sich die Gleirschalm (1666 m) und die Pforzheimer Hütte (2310 m). Oberhalb der Gleirschalm ist das Tal Teil des Ruhegebiets Stubaier Alpen.